# Kanton Dunkerque-Est

Kanton Dunkerque-Est

Der Kanton Dunkerque-Est war bis 2015 ein französischer Wahlkreis im Arrondissement Dunkerque, im Département Nord und in der Region Nord-Pas-de-Calais. Sein Hauptort war Dunkerque. Vertreter im Generalrat des Departements war zuletzt von 2011 bis 2015 Alain Vanwaefelghem (PS).

## Gemeinden
Der Kanton bestand aus einem Teil der Stadt Dünkirchen (frz. Dunkerque: angegeben ist die Gesamteinwohnerzahl, im Kanton waren es etwa 19.200 Einwohner) und weiteren fünf Gemeinden:
| Gemeinde                     | Einwohner Jahr | Fläche km² | Bevölkerungsdichte | Code INSEE | Postleitzahl        |
| ---------------------------- | -------------- | ---------- | ------------------ | ---------- | ------------------- |
| Bray-Dunes                   | 4.658 (2013)   | 8,57       | 544 Einw./km²      | 59107      | 59123               |
| Dunkerque                    | 89.882 (2013)  | –          | – Einw./km²        | 59183      | 59140; 59240; 59640 |
| Leffrinckoucke               | 4.366 (2013)   | 7,28       | 600 Einw./km²      | 59340      | 59495               |
| Téteghem-Coudekerque-Village | 8.202 (2013)   | 18,41      | 446 Einw./km²      | 59588      | 59229               |
| Uxem                         | 1.407 (2013)   | 8,27       | 170 Einw./km²      | 59605      | 59229               |
| Zuydcoote                    | 1.766 (2013)   | 2,6        | 679 Einw./km²      | 59668      | 59123               |

Von der Stadt Dunkerque gehörten Teile der Bezirke Malo-les-Bains und Rosendaël zum Kanton.